# Anemia affinis
Anemia affinis là một loài dương xỉ trong họ Anemiaceae. Loài này được Baker mô tả khoa học đầu tiên năm 1874.